# آلبا پلاناس
آلبا پلاناس (اسپانیایی: Alba Planas‎؛ زادهٔ ۱۰ سپتامبر ۲۰۰۰) بازیگر اهل اسپانیا است.
از فیلم‌ها یا مجموعه‌های تلویزیونی که وی در آن‌ها نقش داشته‌است، می‌توان به ایلدگارت و درخت خون اشاره نمود.